# Durodamus
Durodamus is een geslacht van spinnen uit de familie Nicodamidae.

## Soorten
- Durodamus yeni Harvey, 1995